# The Return of the Northern Moon
The Return of the Northern Moon è la seconda demo registrata dalla (ai tempi) black metal band Behemoth. Originariamente pubblicata su Pagan Records nel 1993. Lo stesso anno, la band diede i diritti sulla demo alla Last Epitaph Productions, che la ripubblicò. L'ultima ristampa è stata pubblicata nel 1996.

## Tracce
1. "...Of My Worship (Intro)" – 1:33
2. "Summoning of the Ancient Gods" – 5:45
3. "The Arrival" (Instrumental) – 0:55
4. "Dark Triumph" – 5:08
5. "Momentum" (Instrumental) – 6:32
6. "Rise of the Blackstorm of Evil" – 1:21
7. "Aggressor" (Hellhammer cover) – 3:22
8. "Outro" (Reissue bonus track) – 3:00

## Formazione
- Holocausto (Nergal) - voce, chitarra
- Sodomizer (Baal) - batteria